# Avernes
Avernes est une commune nouvelle française située dans le département du Val-d'Oise en région Île-de-France, qui a été constituée par la fusion le 1er janvier 2018 de l'ancienne commune d'Avernes et de celle de  Gadancourt.

## Géographie

### Description
Avernes est un village périurbain du Vexin français situé à 17 km au nord-ouest de Pontoise, 44 km au nord-ouest de Paris, 16 km au nord-est de Mantes-la-Jolie  et 22 au nord-est de Gisors.
Il est traversé par l'ancienne route nationale 14 et fait partie du parc naturel régional du Vexin français.

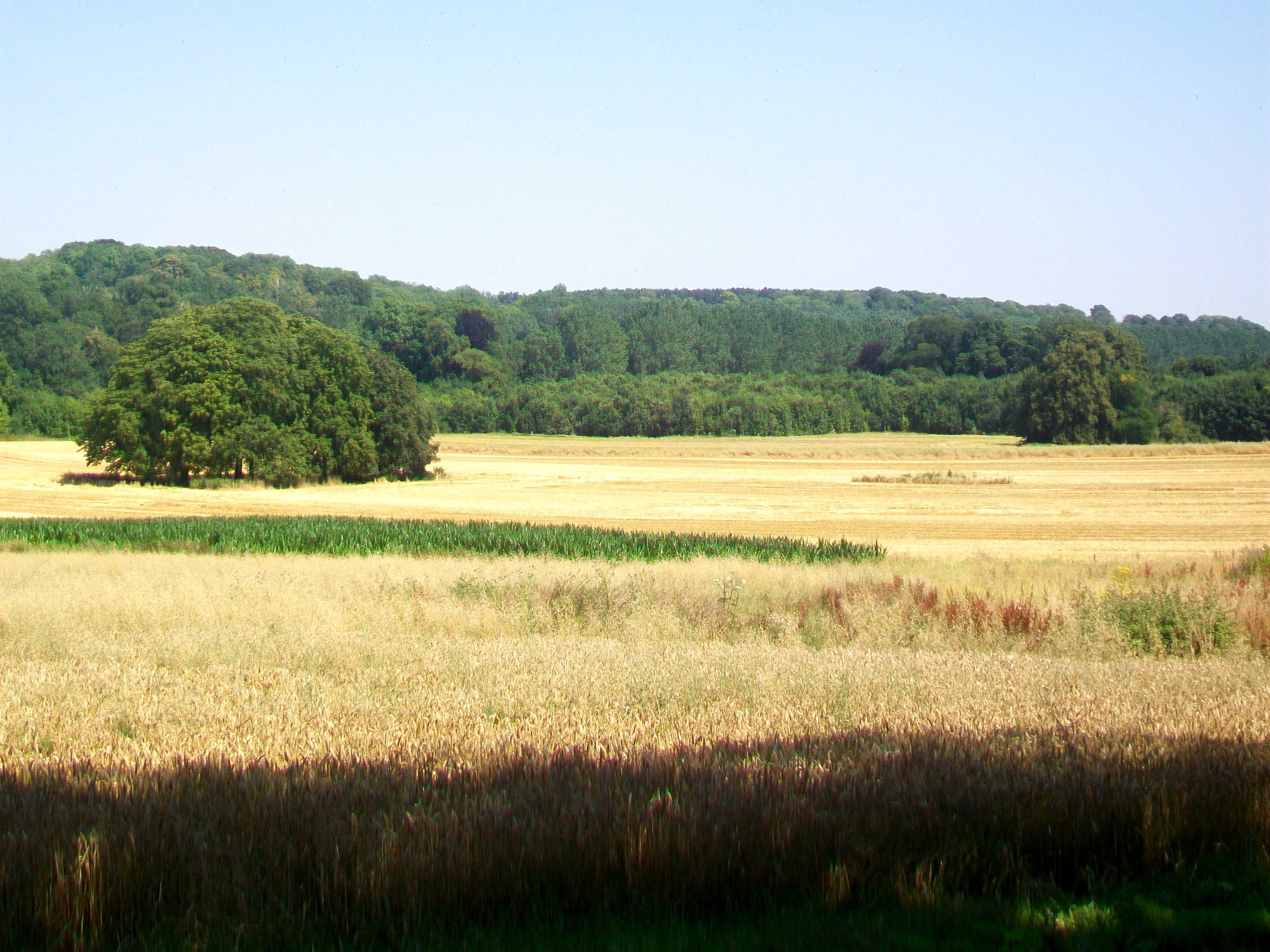
Paysage rural vu de Gadancourt.

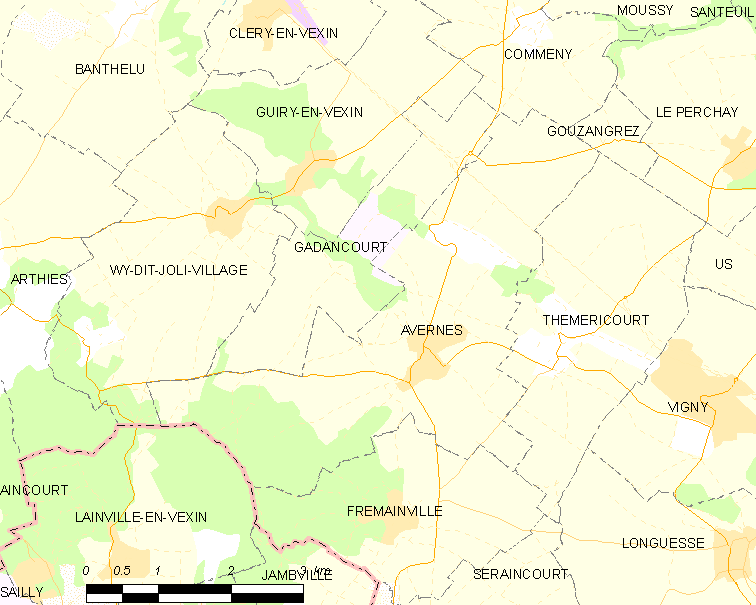
Carte de la commune.
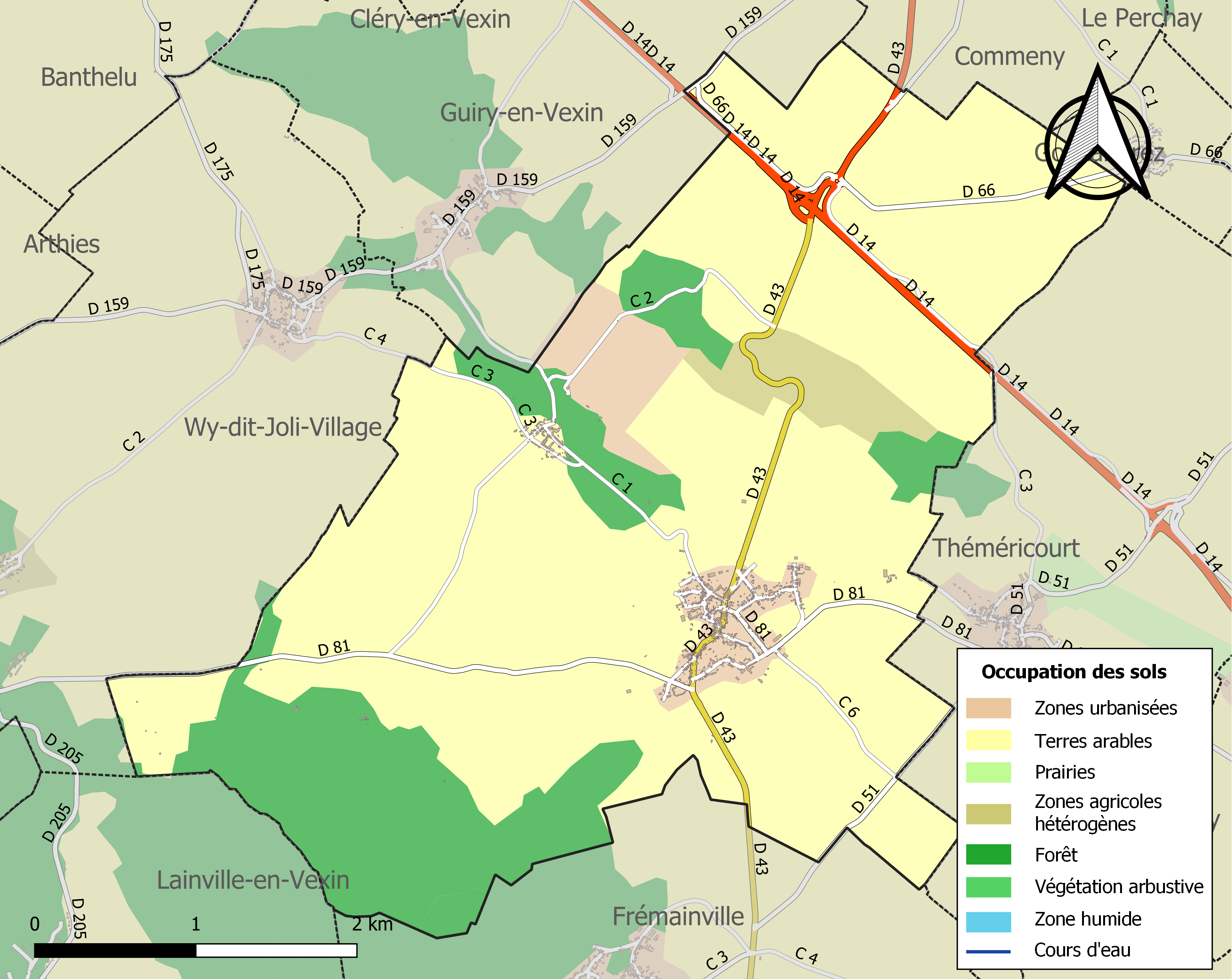
Occupation des sols.

### Communes limitrophes
| Gadancourt          | Commeny      |              |
| Wy-dit-Joli-Village | Avernes      | Théméricourt |
| Lainville-en-Vexin  | Frémainville |              |

### Hydrographie

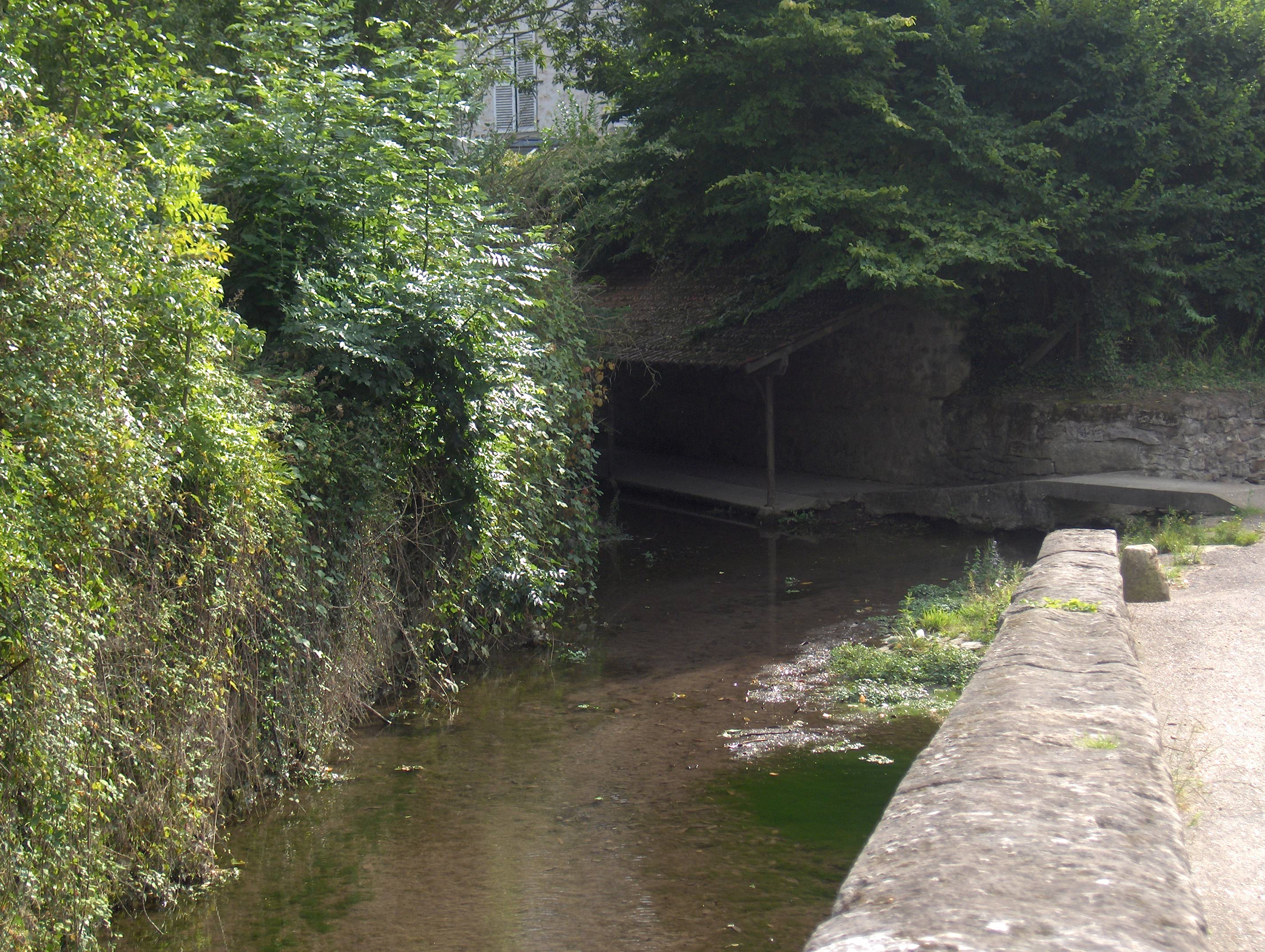
Lavoir couvert sur l'Aubette.

La commune est drainée par un ruisseau affluent de l'Aubette de Meulan, qui serpente à travers le village.
Selon l'IGN, ses sources sont dénommées Source du Puits-perdu, Source de la Peureuse et Source de la Douée.
L'Aubette est un affluent de rive droite de la Seine.

### Climat
Pour des articles plus généraux, voir Climat de l'Île-de-France et Climat du Val-d'Oise.
En 2010, le climat de la commune est de type climat océanique dégradé des plaines du Centre et du Nord, selon une étude du CNRS s'appuyant sur une série de données couvrant la période 1971-2000. En 2020, Météo-France publie une typologie des climats de la France métropolitaine dans laquelle la commune est exposée à un climat océanique et est dans la région climatique Sud-ouest du bassin Parisien, caractérisée par une faible pluviométrie, notamment au printemps (120 à 150 mm) et un hiver froid (3,5 °C).
Pour la période 1971-2000, la température annuelle moyenne est de 10,9 °C, avec une amplitude thermique annuelle de 14,5 °C. Le cumul annuel moyen de précipitations est de 674 mm, avec 10,2 jours de précipitations en janvier et 7,7 jours en juillet. Pour la période 1991-2020, la température moyenne annuelle observée sur la station météorologique la plus proche, située sur la commune de Boissy-l'Aillerie à 12 km à vol d'oiseau, est de 11,2 °C et le cumul annuel moyen de précipitations est de 635,8 mm,. Pour l'avenir, les paramètres climatiques de la commune estimés pour 2050 selon différents scénarios d'émission de gaz à effet de serre sont consultables sur un site dédié publié par Météo-France en novembre 2022.

## Urbanisme

### Typologie
Au 1er janvier 2024, Avernes est catégorisée bourg rural, selon la nouvelle grille communale de densité à sept niveaux définie par l'Insee en 2022.
Elle est située hors unité urbaine. Par ailleurs la commune fait partie de l'aire d'attraction de Paris, dont elle est une commune de la couronne,. Cette aire regroupe 1 929 communes,.

### Hameaux et écarts
Avernes compte un hameau, Gadancourt, qui était une commune jusqu'à la fusion de 2016.

Gadancourt
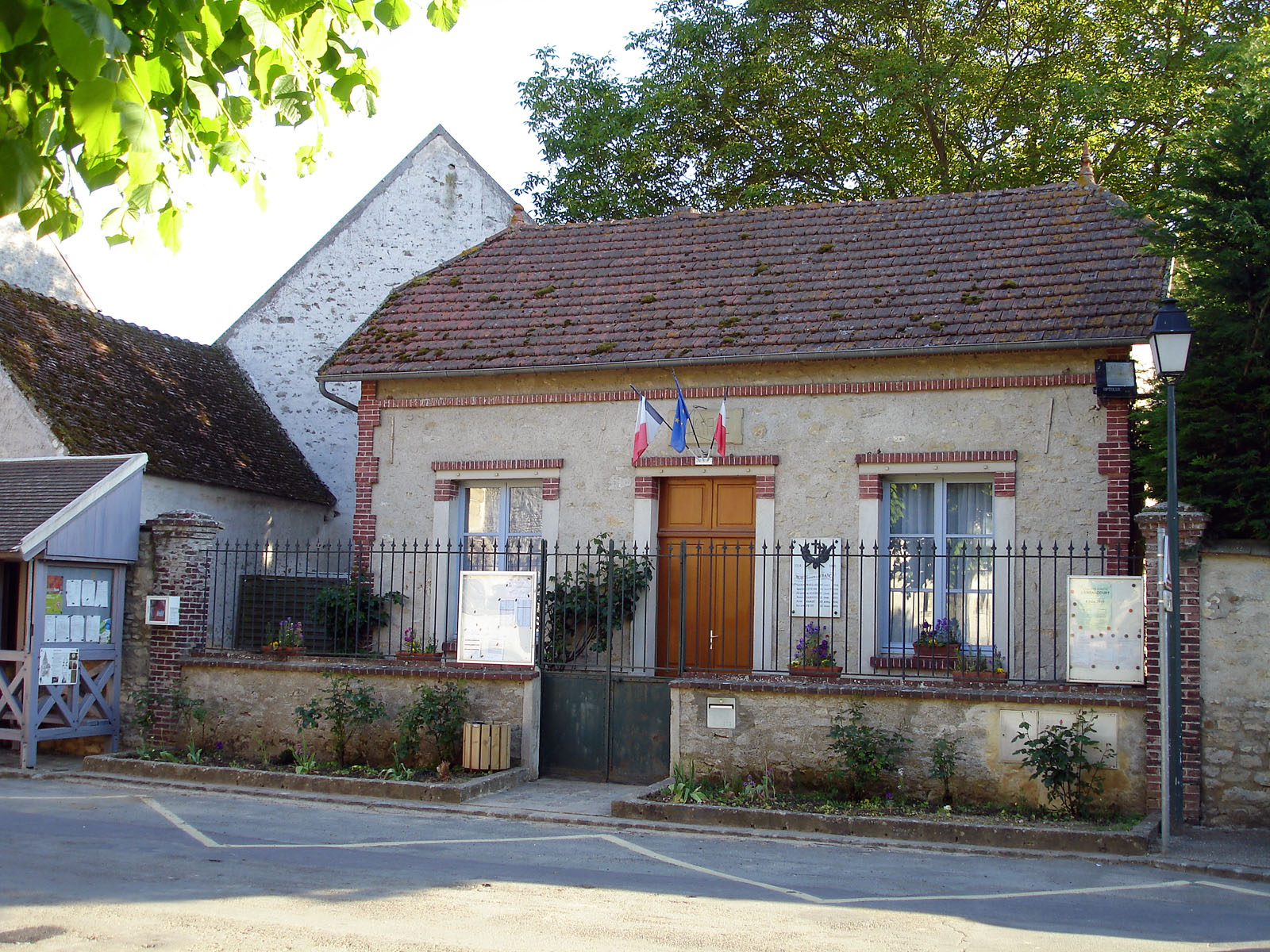
La mairie annexe et sa stèle-monument aux morts.
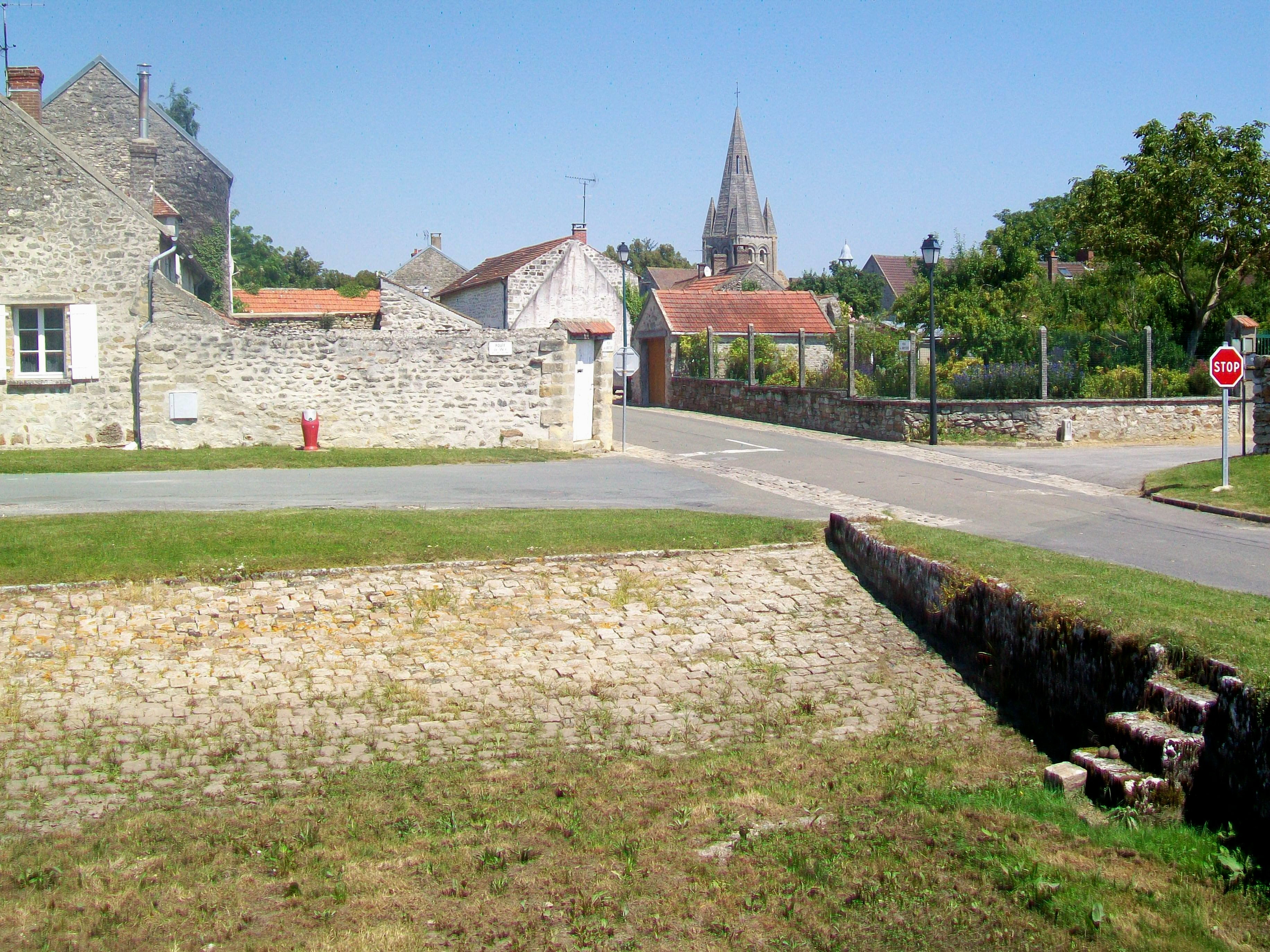
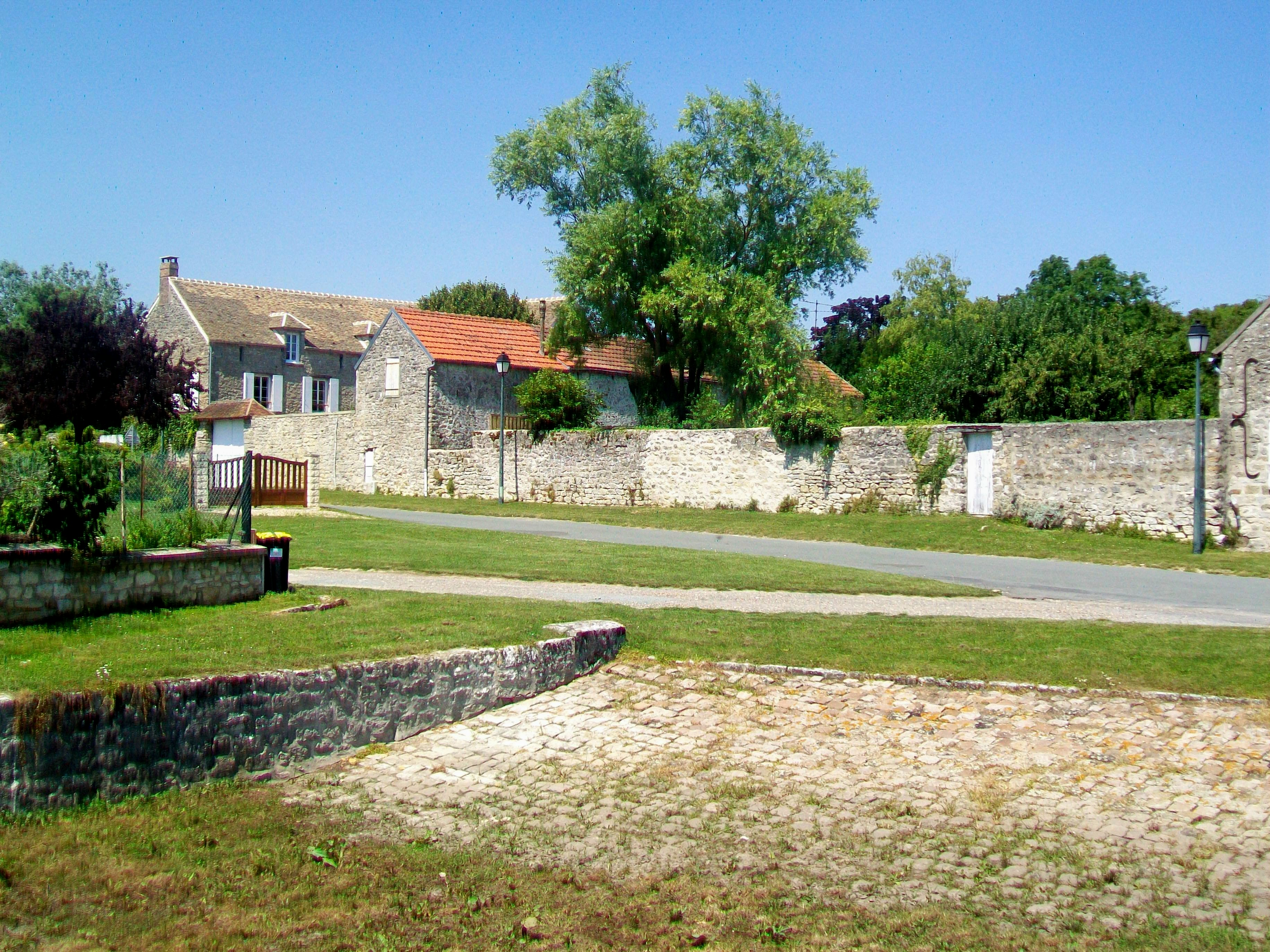
La mare pavée (abreuvoir).

## Toponymie
Voir toponymie de Avernes-sous-Exmes.

## Histoire

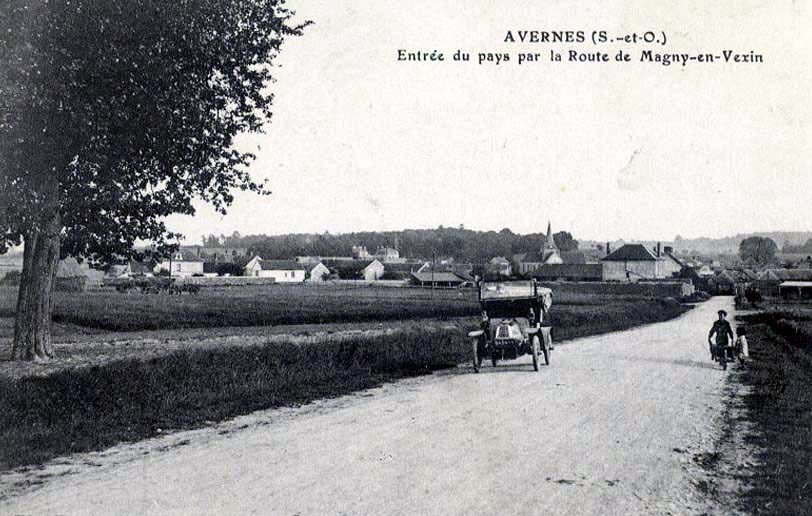
Avernes - Entrée du pays par la route de Magny-en-Vexin vers 1900.

Au IXe siècle, les marécages d'Avernes en font un abri pour les habitants des villes voisines, assiégés par les Vikings.
En 1563, Catherine de Médicis autorise l'édification de temples protestants à Avernes et Limay. Avernes est donc, jusqu'à la Révocation de l'Édit de Nantes, un important lieu de culte protestant.
Avernes a été desservie de 1913 à 1949 par la gare de la compagnie des chemins de fer de grande banlieue, une compagnie départementale de chemin de fer secondaire à voie étroite de Seine-et-Oise. La ligne reliait Meulan, Sagy et Magny-en-Vexin, avec embranchement de Sagy à Pontoise.
Le 10 février 1980, le village d'Avernes est inondé, ravagé et couvert de boue après la rupture de la digue d'un étang artificiel.
Le 2 décembre 2000, après des pluies torrentielles, une crue de l'Aubette inonde le village.

## Politique et administration

### Rattachements administratifs et électoraux
Jusqu’à la loi du 10 juillet 1964, la commune faisait partie du département de Seine-et-Oise. Le redécoupage des anciens départements de la Seine et de Seine-et-Oise fait que la commune appartient désormais au Val-d'Oise et à l'arrondissement de Pontoise, après un transfert administratif effectif le 1er janvier 1968. Pour l'élection des députés, la commune fait partie depuis 1986 de la première circonscription du Val-d'Oise.
La commune faisait partie depuis 1801 du canton de Marines, puis, lors de la mise en place du département du Val-d'Oise, en 1967, du canton de Vigny. Dans le cadre du redécoupage cantonal de 2014 en France, la commune fait désormais partie du canton de Vauréal.

### Intercommunalité
La commune, initialement membre de la communauté de communes des Trois Vallées du Vexin, est membre, depuis le 1er janvier 2013, de la communauté de communes Vexin centre.
Cette dernière a été constituée le 1er janvier 2013 par la fusion de la communauté de communes des Trois Vallées du Vexin (12 communes), de la communauté de communes Val de Viosne (14 communes) et de la Communauté de communes du Plateau du Vexin (8 communes), conformément aux prévisions du Schéma départemental de coopération intercommunale du Val-d'Oise approuvé le 11 novembre 2011.

### Tendances politiques
Politiquement, Avernes est une commune ancrée à droite. Aux élections présidentielles de 2002, Jacques Chirac est arrivé en tête avec 19 %, suivi de près par Jean-Marie Le Pen avec 18 %, puis Lionel Jospin à 10 %, François Bayrou à 7 %, Noël Mamère, Corinne Lepage et Alain Madelin à 6 %. Aucun des autres candidats n'excèdent les 6 %.
En 2007, Nicolas Sarkozy arrive en tête, au premier tour, avec 36 %, suivi par Ségolène Royal avec 20 %, François Bayrou à 19 %, Jean-Marie Le Pen à 9 % et Olivier Besancenot à 5 %.

### Politique locale
La commune fusionne avec celle de Gadancourt le 1er janvier 2018 sous le régime des communes nouvelles. La nouvelle structure, créée à la demande des deux conseils municipaux, conserve la dénomination d’Avernes, dont Gadancourt devient un simple hameau,,.
Cette fusion est destinée à permettre de limiter les coûts de fonctionnement en mutualisant les services et de permettre la réalisation de travaux, notamment à Gadancourt (assainissement, entretien de l'église).

### Liste des maires
| Période                                  | Période   | Identité          | Étiquette | Qualité                                         |
| ---------------------------------------- | --------- | ----------------- | --------- | ----------------------------------------------- |
| Les données manquantes sont à compléter. |           |                   |           |                                                 |
| mai 1925                                 | ?         | M. Duval          |           |                                                 |
|                                          |           |                   |           |                                                 |
| mars 2001                                | mars 2014 | Xavier Lerdu      |           | Agriculteur                                     |
| mars 2014                                | mai 2020  | Daniel Bailleux   | SE        |                                                 |
| mai 2020                                 | En cours  | Chrystelle Noblia |           | Vice-présidente de la CC Vexin Centre (2020 → ) |

## Population et société

### Démographie

#### Évolution de la commune déléguée
Les chiffres ci-dessous concernent le territoire de l'ancienne commune d'Avernes : 
L'évolution du nombre d'habitants est connue à travers les recensements de la population effectués dans la commune depuis 1793. À partir du 1er janvier 2009, les populations légales des communes sont publiées annuellement dans le cadre d'un recensement qui repose désormais sur une collecte d'information annuelle, concernant successivement tous les territoires communaux au cours d'une période de cinq ans. 
Pour les communes de moins de 10 000 habitants, une enquête de recensement portant sur toute la population est réalisée tous les cinq ans, les populations légales des années intermédiaires étant quant à elles estimées par interpolation ou extrapolation. Pour la commune, le premier recensement exhaustif entrant dans le cadre du nouveau dispositif a été réalisé en 2005,.
En 2014, la commune comptait 793 habitants, en évolution de −1,98 % par rapport à 2009 (Val-d'Oise : +3,14 %, France hors Mayotte : +2,49 %).
| 1793 | 1800 | 1806 | 1821 | 1831 | 1836 | 1841 | 1846 | 1851 |
| ---- | ---- | ---- | ---- | ---- | ---- | ---- | ---- | ---- |
| 667  | 531  | 555  | 540  | 536  | 551  | 511  | 553  | 564  |

| 1856 | 1861 | 1866 | 1872 | 1876 | 1881 | 1886 | 1891 | 1896 |
| ---- | ---- | ---- | ---- | ---- | ---- | ---- | ---- | ---- |
| 548  | 538  | 547  | 519  | 519  | 513  | 487  | 507  | 523  |

| 1901 | 1906 | 1911 | 1921 | 1926 | 1931 | 1936 | 1946 | 1954 |
| ---- | ---- | ---- | ---- | ---- | ---- | ---- | ---- | ---- |
| 533  | 504  | 485  | 591  | 597  | 522  | 483  | 563  | 596  |

| 1962 | 1968 | 1975 | 1982 | 1990 | 1999 | 2005 | 2010 | 2014 |
| ---- | ---- | ---- | ---- | ---- | ---- | ---- | ---- | ---- |
| 477  | 491  | 602  | 715  | 704  | 776  | 800  | 805  | 793  |

#### Évolution de la commune nouvelle
| 1968 | 1975 | 1982 | 1990 | 1999 | 2007 | 2012 | 2017 |
| ---- | ---- | ---- | ---- | ---- | ---- | ---- | ---- |
| 575  | 655  | 761  | 765  | 852  | 921  | 909  | 852  |

### Équipements
À la suite de la fermeture du bureau de poste, la municipalité a implanté en juillet 2017 une agence postale communale dans les locaux de la mairie. Les anciens locaux de la Poste ont été restructurés et accueillent désormais le bar-restaurant La T’Avernes, lieu de rencontre réalisé à l'initiative de la commune.
La commune dispose d'une bibliothèque.

## Économie
- Agriculture.

## Culture locale et patrimoine

### Lieux et monuments
Avernes compte cinq monument historique sur son territoire, dont 4 au hameau de Gadancourt :
- Église Saint-Lucien, rue de l'Église (classée monument historique par arrêté du 7 mai 1945[34])

L'histoire de la paroisse reste dans l'ombre. Sa fondation remonte au moins au milieu du XIIe siècle, époque de laquelle date le portail, qui n'est plus tout à fait roman, ni encore vraiment gothique. Le reste de l'église est pour l'essentiel de style gothique primitif.
Le chœur et la croisée du transept ont été bâtis en premier lieu, vers la fin du XIIe siècle. Les croisillons ont suivi peu de temps après. La profondeur du sanctuaire, la voûte sexpartite de la première travée, et l'agencement particulier des supports sont remarquables, même si les colonnettes des ogives manquent aujourd'hui.
En 1883 et 1888, le chœur et le croisillon sud ont subi des restaurations assez radicales, qui apportent notamment le remplacement des clés de voûte et de la quasi-totalité des chapiteaux. Au début du XXe siècle, la restauration du croisillon nord n'est en revanche pas menée à terme, et le résultat est la présence de blocs cubiques en guise de chapiteaux. Contrairement aux autres travées de la même époque, le carré du transept a traversé les siècles sans retouches notables, et demeure la partie la plus authentique de l'église. Quant à la nef, elle a probablement été reconstruite à la fin du XVe siècle, en ne conservant que les chapiteaux de la précédente nef du début du XIIIe siècle, ainsi que le portail encore plus ancien. La nef aussi a subi une restauration importante à la fin du XIXe siècle, avec installation de fausses voûtes d'ogives en plâtre. Leur aspect est globalement conforme à l'architecture d'origine.
L'extérieur de l'église est caractérisé par un clocher trapu coiffé d'une haute flèche de charpente ; les contreforts à ressauts des parties orientales ; leurs fenêtres à lancettes simples flanquées de colonnettes et surmontées d'archivoltes décorées ; et la corniche du chœur,.
Le banc d’œuvre du XIXe siècle, situé au début de la nef, est pourvu d’un riche décor ajouré d’inspiration gothique flamboyante.

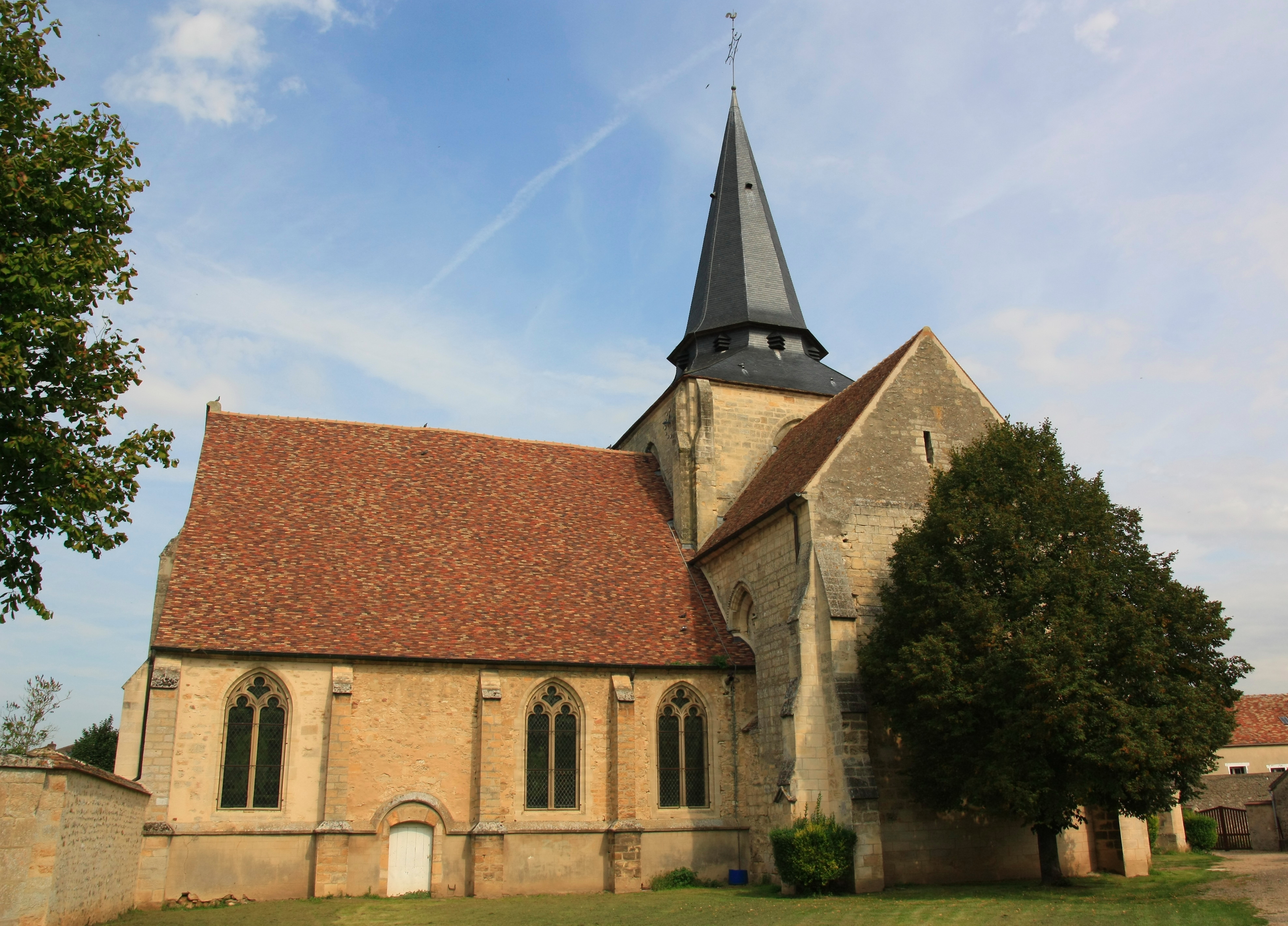
Vue sur l'église depuis le sud.
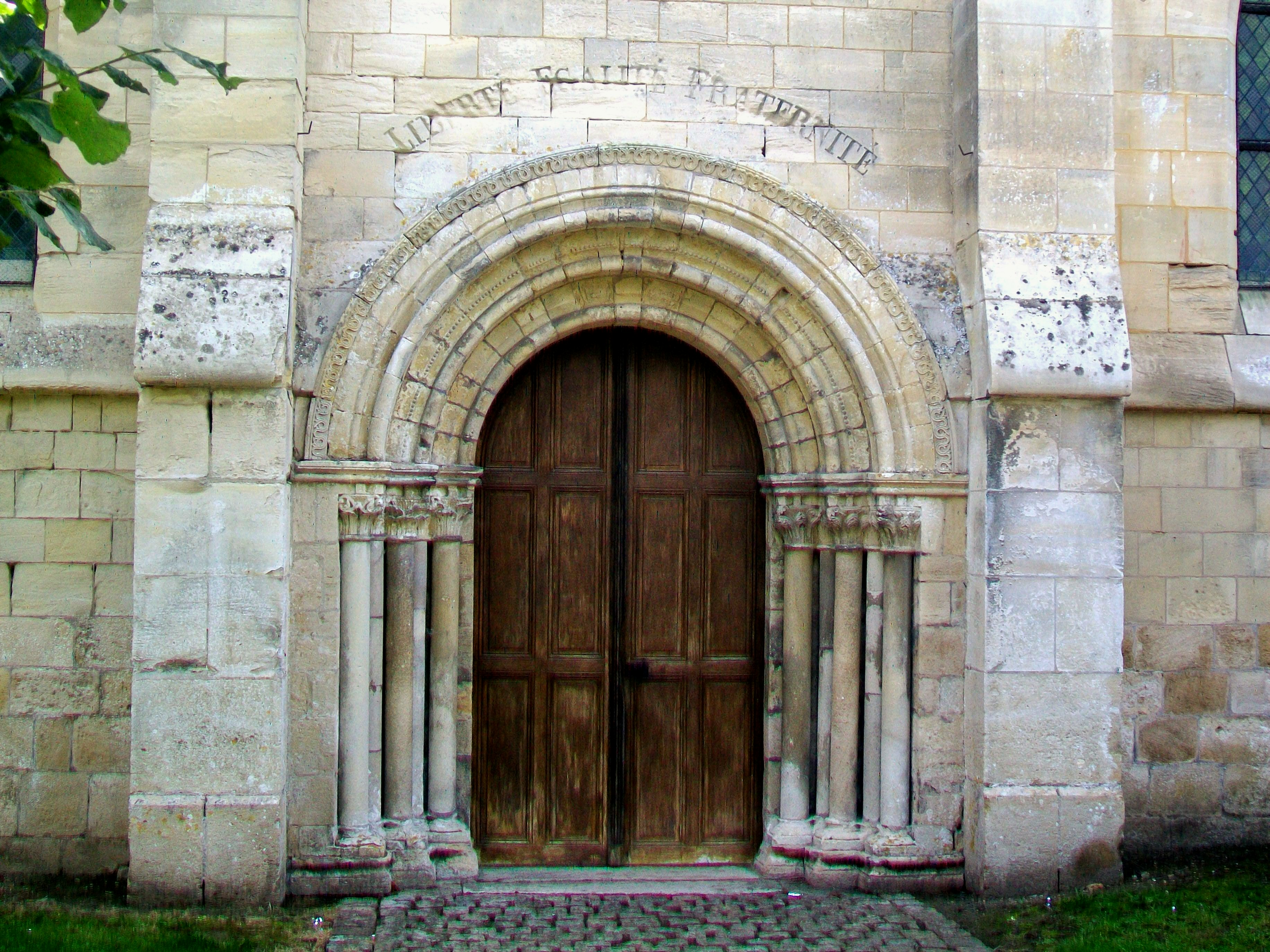
Le portail roman au nord.
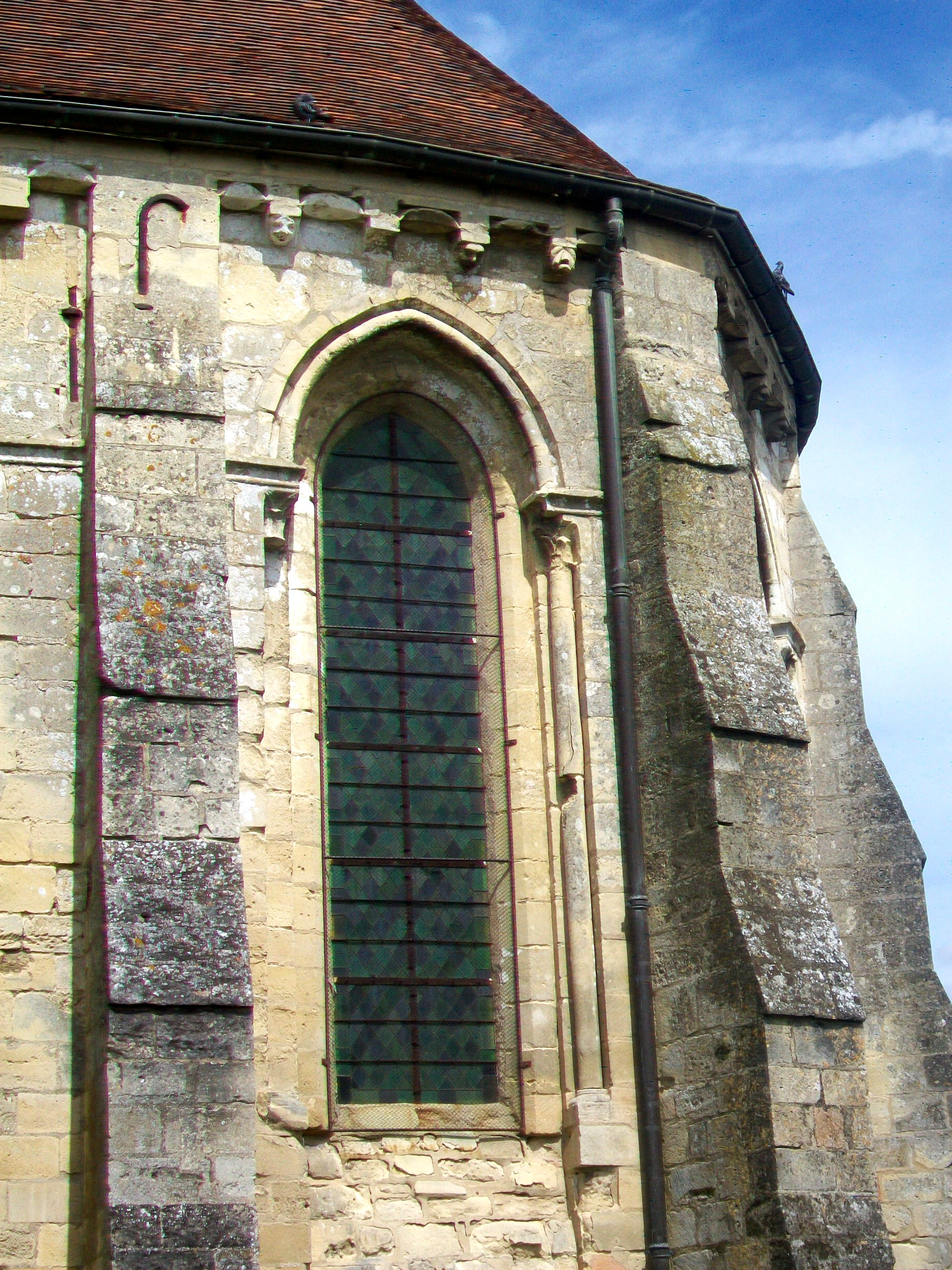
Détail du chœur.
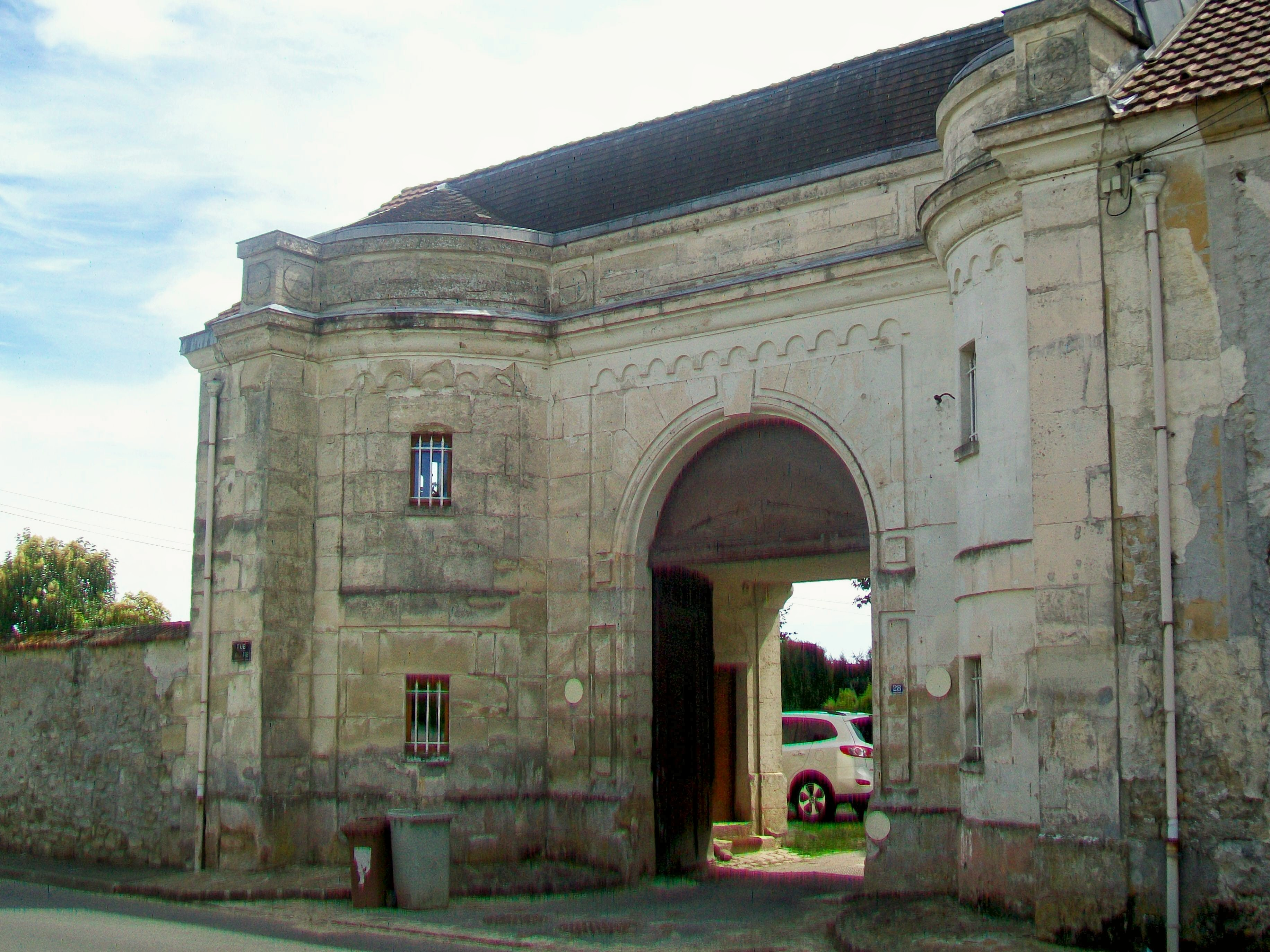
Portail du château.
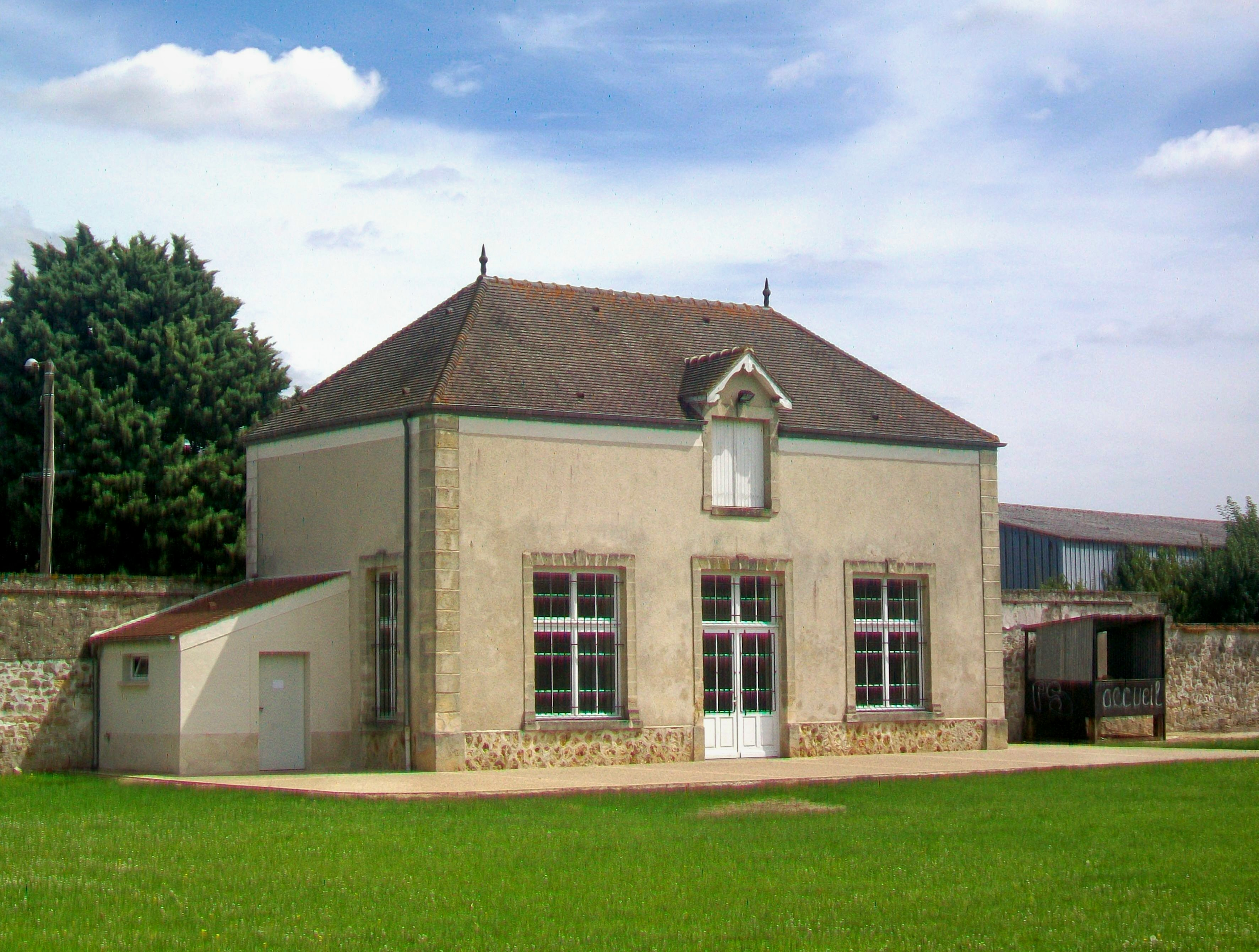
Orangerie du château.

- Château de Gadancourt, à l'entrée nord du village (classé monument historique par arrêté du 15 juin 1948, y compris le parc[37])

Attesté dès le XVe siècle, il est entièrement rebâti en deux étapes. David de Hazeville, seigneur de Gadancourt, fait bâtir les deux pavillons du château à la fin du XVIe siècle ; en 1768, le corps principal du logis est rebâti par François-Jean Roger, conseiller et écuyer du roi. En dépit des deux siècles d'écart entre ces campagnes de construction, la façade orientale sur le parc est parfaitement homogène. Le corps de logis principal comporte deux niveaux sur sept travées, avec un corps central légèrement saillant surmonté d'un fronton triangulaire, et couvert d'un toit à deux croupes. Les deux pavillons d'angle forment des ailes latérales en retour d'équerre sur la cour d'honneur, à l'ouest. De deux niveaux et demi, ils sont couverts de hauts combles à la française, cantonnés de larges cheminées. Dans le château primitif en 1534, Jean Calvin aurait commencé d'écrire son livre « L'Institution de la religion chrétienne ». Le château n'est que très partiellement visible depuis la rue.
- Église Saint-Martin (classée monument historique par arrêté du 30 juin 1920[39])

Le plan de cette église est encore celui des églises romanes primitives. Elle se compose d'une nef-grange de deux travées ; d'une travée sous le clocher du XIIe siècle ; d'un chœur de deux travées aux chevet à pans coupés du XVe siècle ; ainsi que d'une flèche octogonale en pierre de 1949, reconstruite à la suite de sa destruction par le bombardement du 29 août 1944. Cantonné de quatre pyramidons aux angles, c'est une reconstitution fidèle de la flèche romane. Le premier étage du clocher est l'élément le plus intéressant de l'église. Chaque face est encadrée par deux paires de colonnettes aux extrémités, et percée de deux baies abat-son plein cintre. Ces baies sont nettement plus petites que les espaces sous les arcades plein cintre ornés par des cordons en dents de scie, et supportées par deux colonnettes chacune. Les chapiteaux sont tous identiques et sculptés en feuillages, de la façon la plus simple. Bien que la nef soit également d'origine romane, toutes ses ouvertures ont été reprises, et la façade occidentale ne présente pas non plus de trace d'architecture romane. La porte en anse de panier est surmontée par un oculus, et trois niches à statues sont disposées en triangle en haut de la façade. Quant au chœur, ses trois baies ogivales disposent d'un remplage flamboyant. À l'intérieur, on peut observer des vitraux de Max Ingrand ; deux clés de voûte représentant saint Martin partageant son manteau et l'Agneau de Dieu ; deux pierres tombales du XVIe siècle dont une porte la devise calviniste Post tenebras spero lucem, un christ en croix de la fin du XVIIe siècle ; des stalles du XVIIIe siècle ; et des fonts baptismaux du XIIIe siècle,.
- Ancienne croix de cimetière, devant l'église (classée monument historique par arrêté du 29 décembre 1942[41])

Elle est restée en place lors du déplacement du cimetière. Datée du XVe siècle, elle possède un socle et un fût monolithique très simples. La partie inférieure de la croix proprement dite ainsi que la statuette du Christ sont récentes.
- Ancien prieuré cistercien, à l'est de l'église (classé monument historique avec le château[37])

Plusieurs ailes subsistent de ce complexe de bâtiments remontant en partie au XIIIe siècle, dont une ferme la cour d'honneur du château au sud, et une autre, perpendiculaire, la place de l'église à l'est. Ces bâtiments ont été transformés en exploitation agricole après la dissolution du prieuré à la Révolution française, mais les façades ont bien conservé leur caractère d'origine. L'on note notamment plusieurs contreforts médiévaux du côté de la place de l'église ; une échauguette au nord de l'église, ainsi qu'un passage couvert au niveau du premier étage, reliant le prieuré au chœur de l'église. Un clocheton en bois rappelle toujours la vocation religieuse qu'avait le complexe de bâtiments. Au XVIIIe siècle, l'un des prieurs commendataire est Jean-Baptiste-Augustin de Salignac. Le nombre de moines est encore de neuf en 1729.

Monuments historiques de Gadancourt
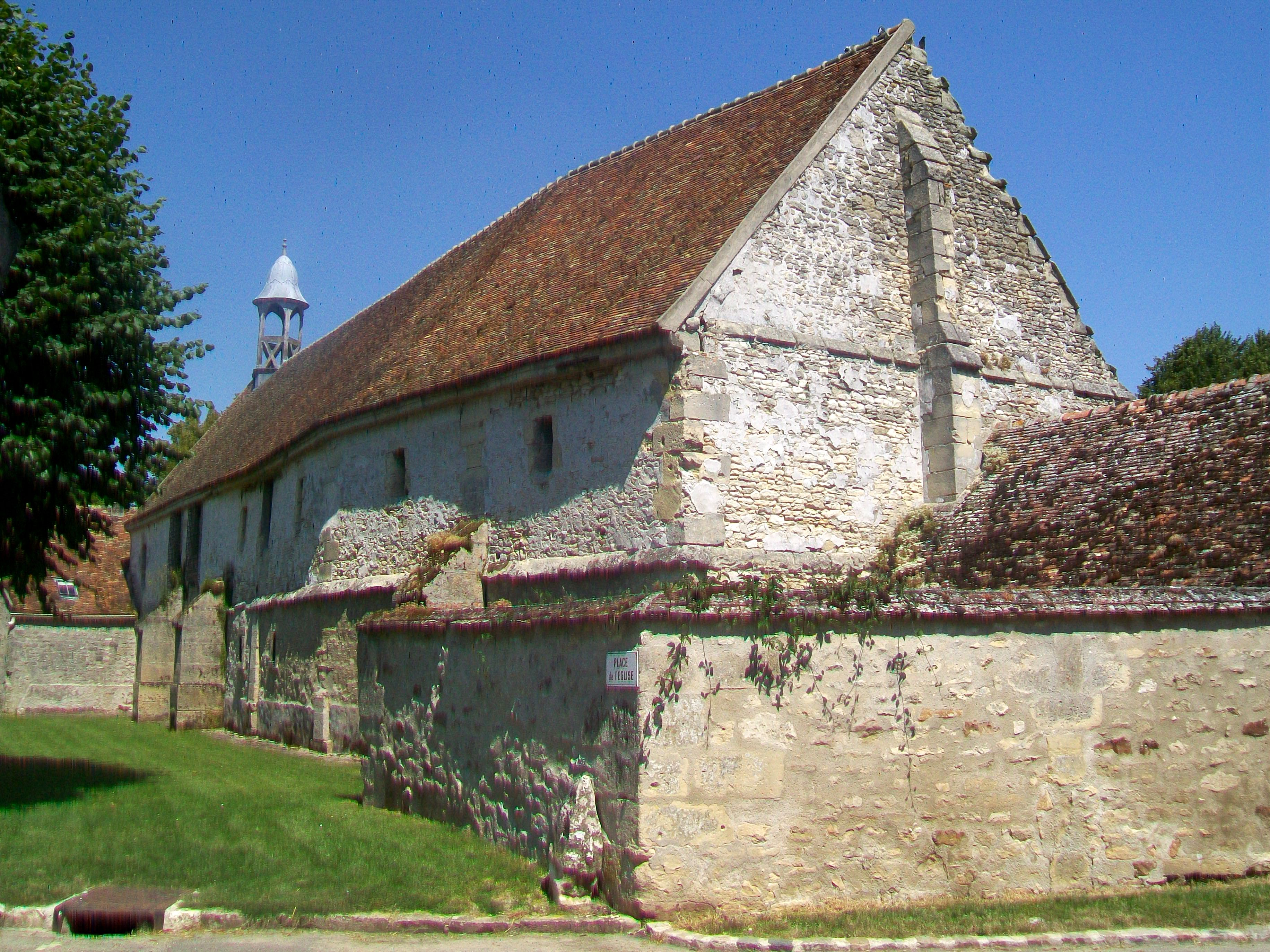
Ancien prieuré.
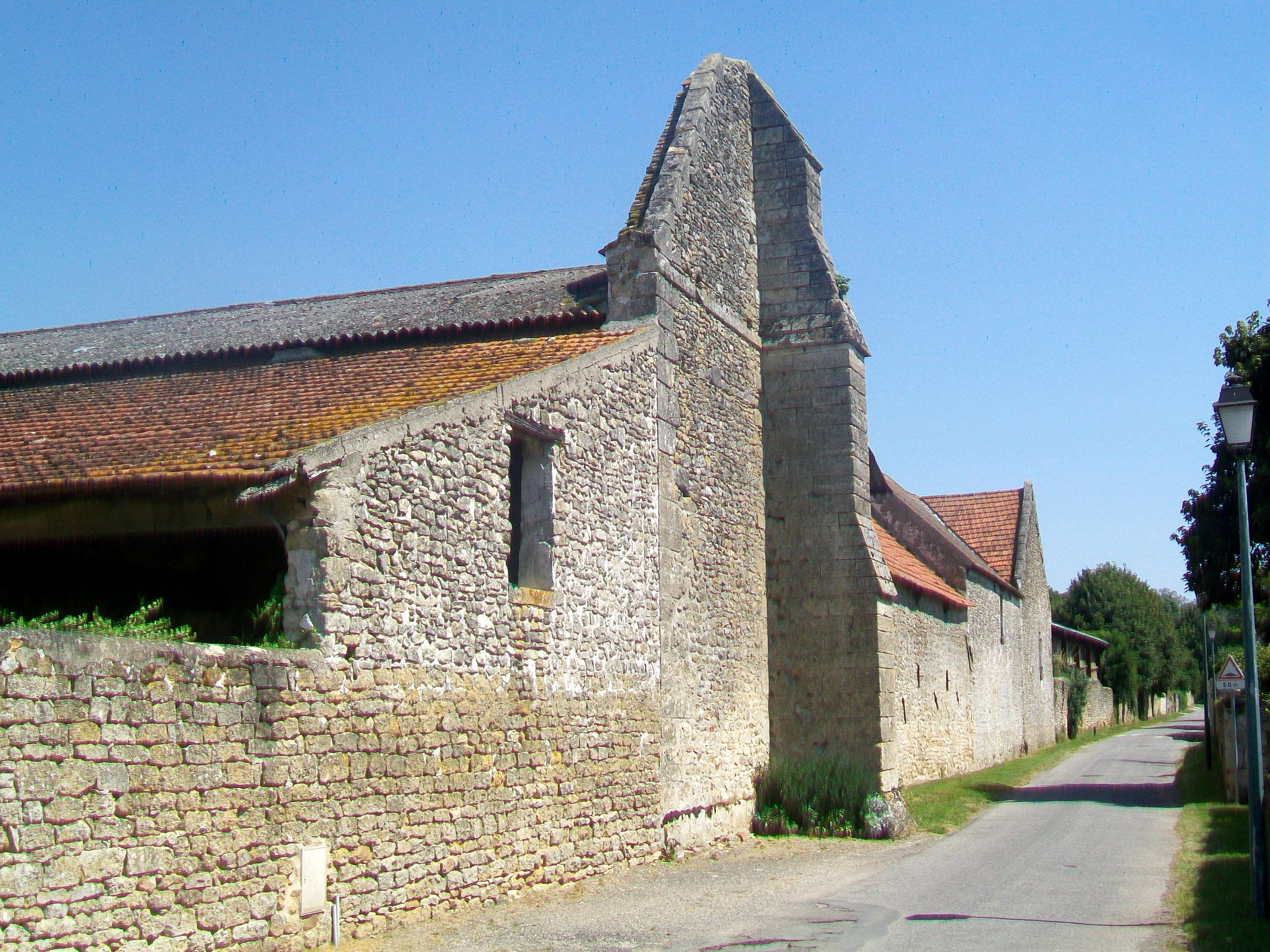
Pignon de la grange dîmière.
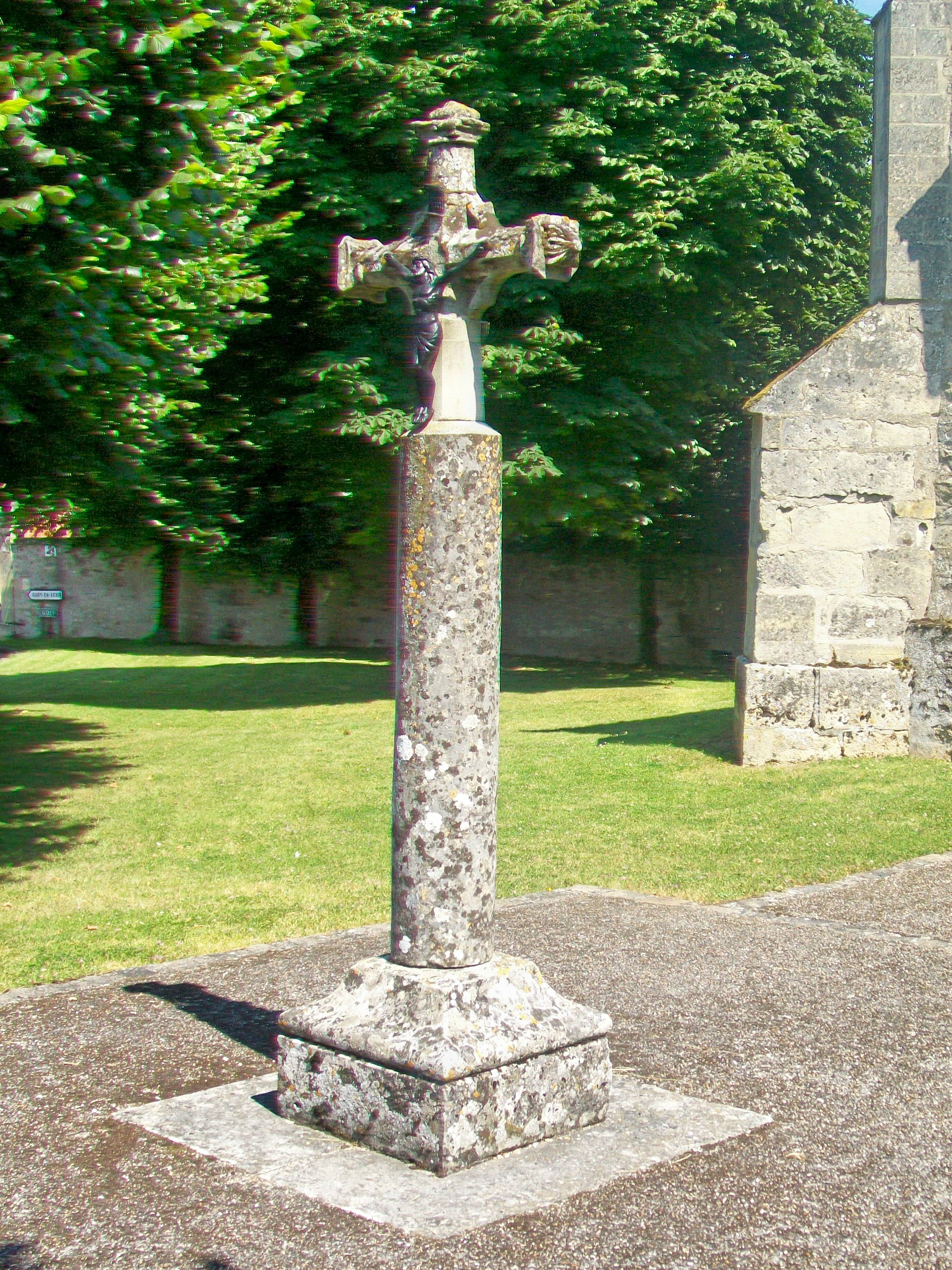
La croix de cimetière de Gadancourt.

On peut également signaler : 
- L'église de Gandancourt.
- Le portail du château, rue Valette : pastiche d'un châtelet médiéval, il ne date que de la fin du XIXe siècle et est de style néo-Renaissance. La porte cochère plein cintre est flanquée de deux éléments suggérant de grosses tours rondes, qui en effet ne sont que des quarts de cylindre[36].
- L'orangerie du château, rue de l'Église : bâtiment utilitaire d'une architecture simple, comportant un grenier à l'étage[36].
- Le lavoir ouvert, carrefour du Prieuré (place engazonnée au sud de l'église)

Réduit à sa plus simple expression, ce bassin est alimenté par un ruisseau s'écoulant vers l'Aubette.
- Les deux pavillons encadrant le parvis de la mairie.
- Le lavoir couvert sur l'Aubette de Meulan, rue du Ruisseau

Plate-forme sur le ruisseau, couvert par un toit en appentis.
- L'ancienne gare des Chemins de fer de grande banlieue (CGB), rue de Commeny . Toutes les gares de la ligne ont un bâtiment voyageurs en meulière à l'instar de celle de Wy-dit-Joli-Village - Guiry, desservant également la commune voisine de Guiry-en-Vexin ; dans les stations les moins importantes, l'étage manque.
- La croix du Plant, au nord du village, au croisement des chemins ruraux no 5 et 9.

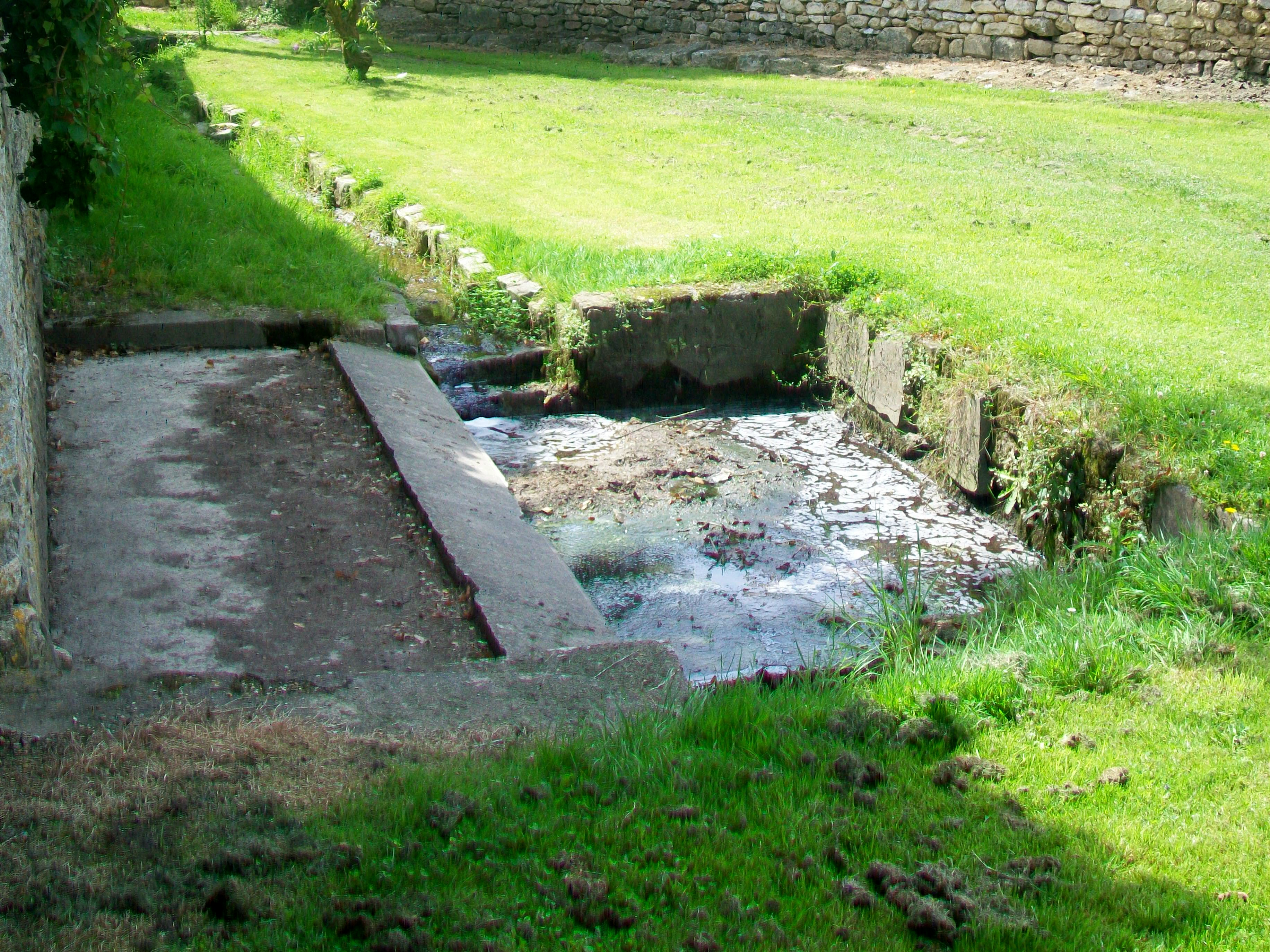
Lavoir ouvert.
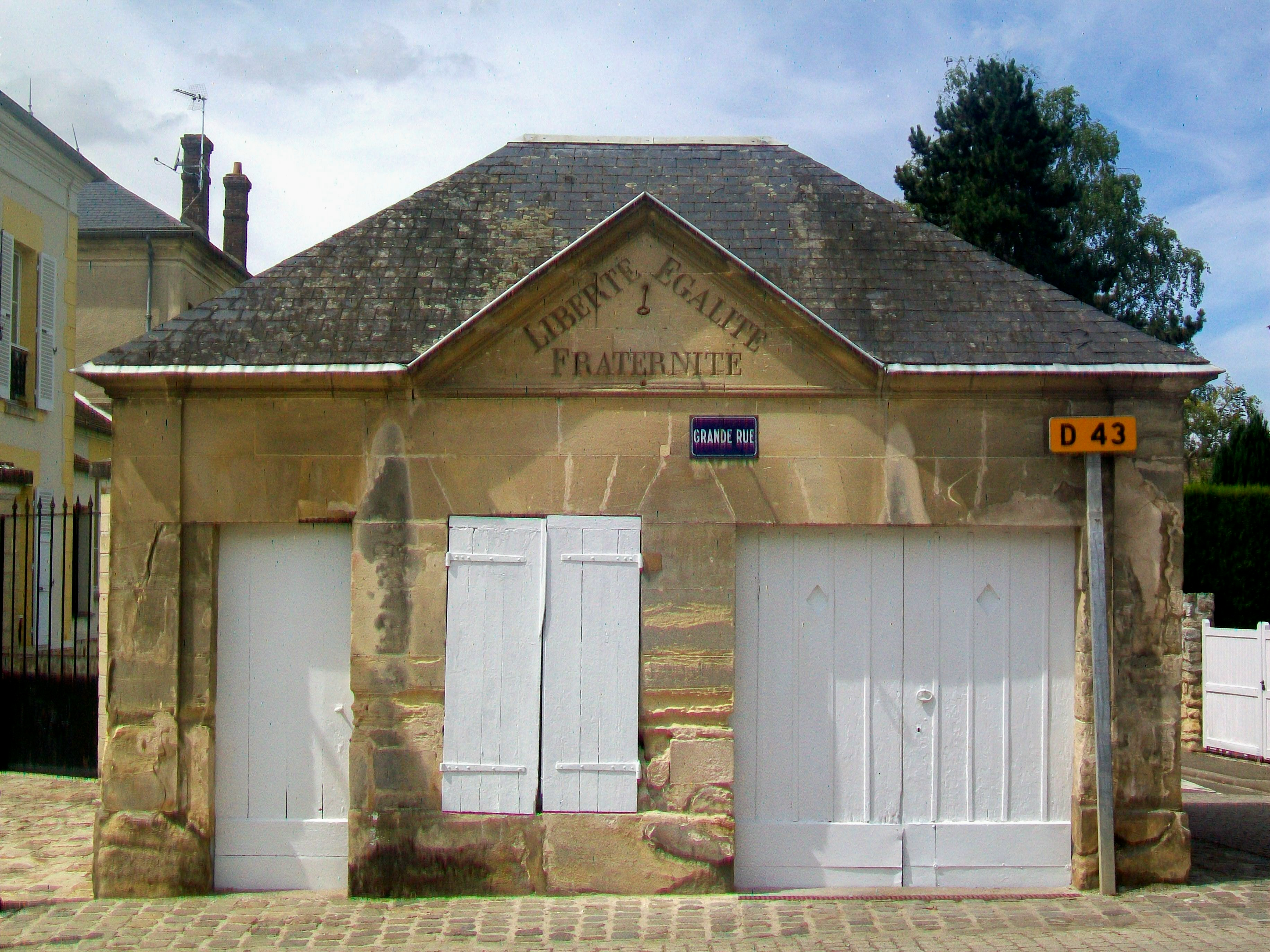
Remise municipale.
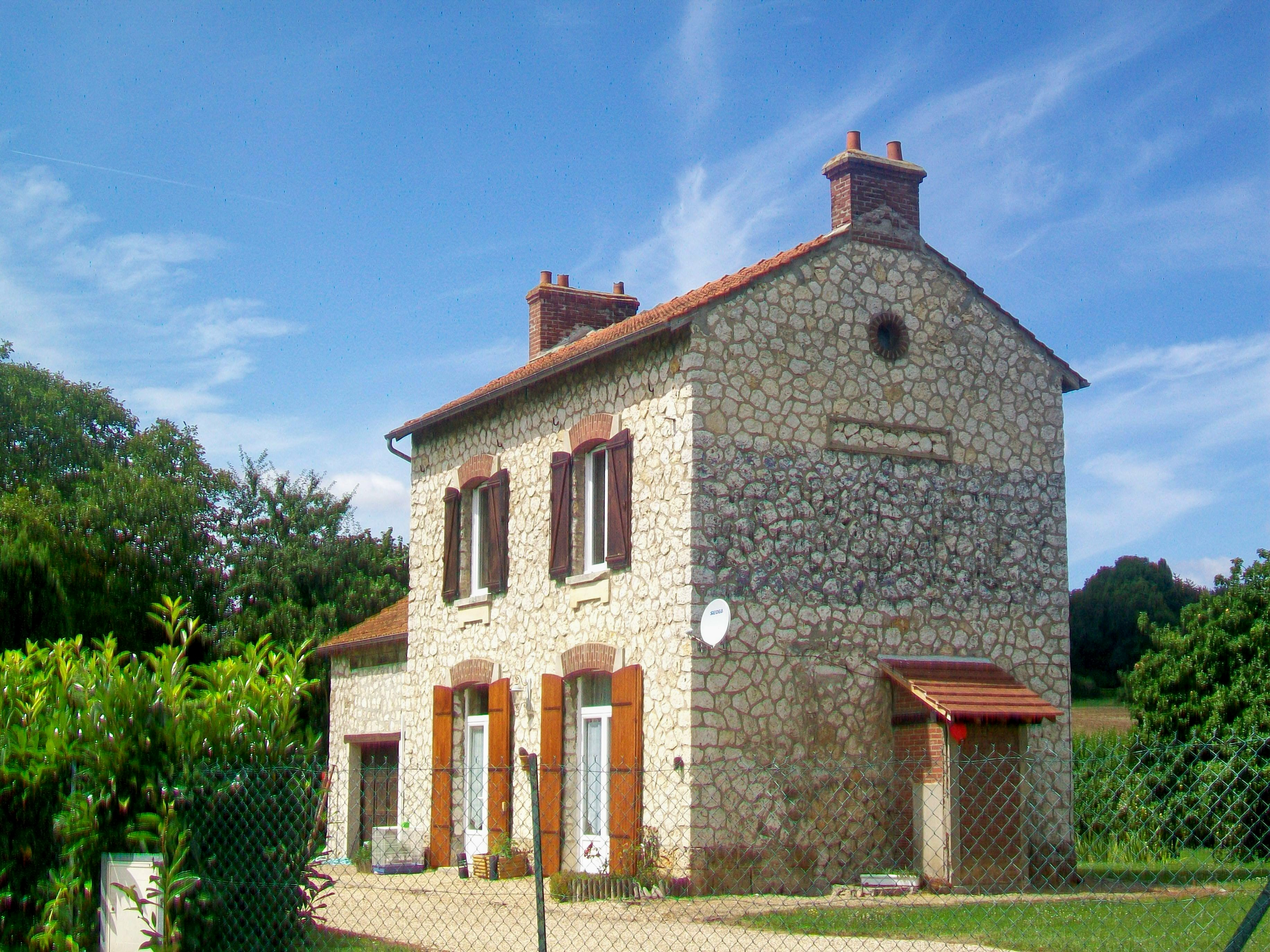
Ancienne gare CGB.
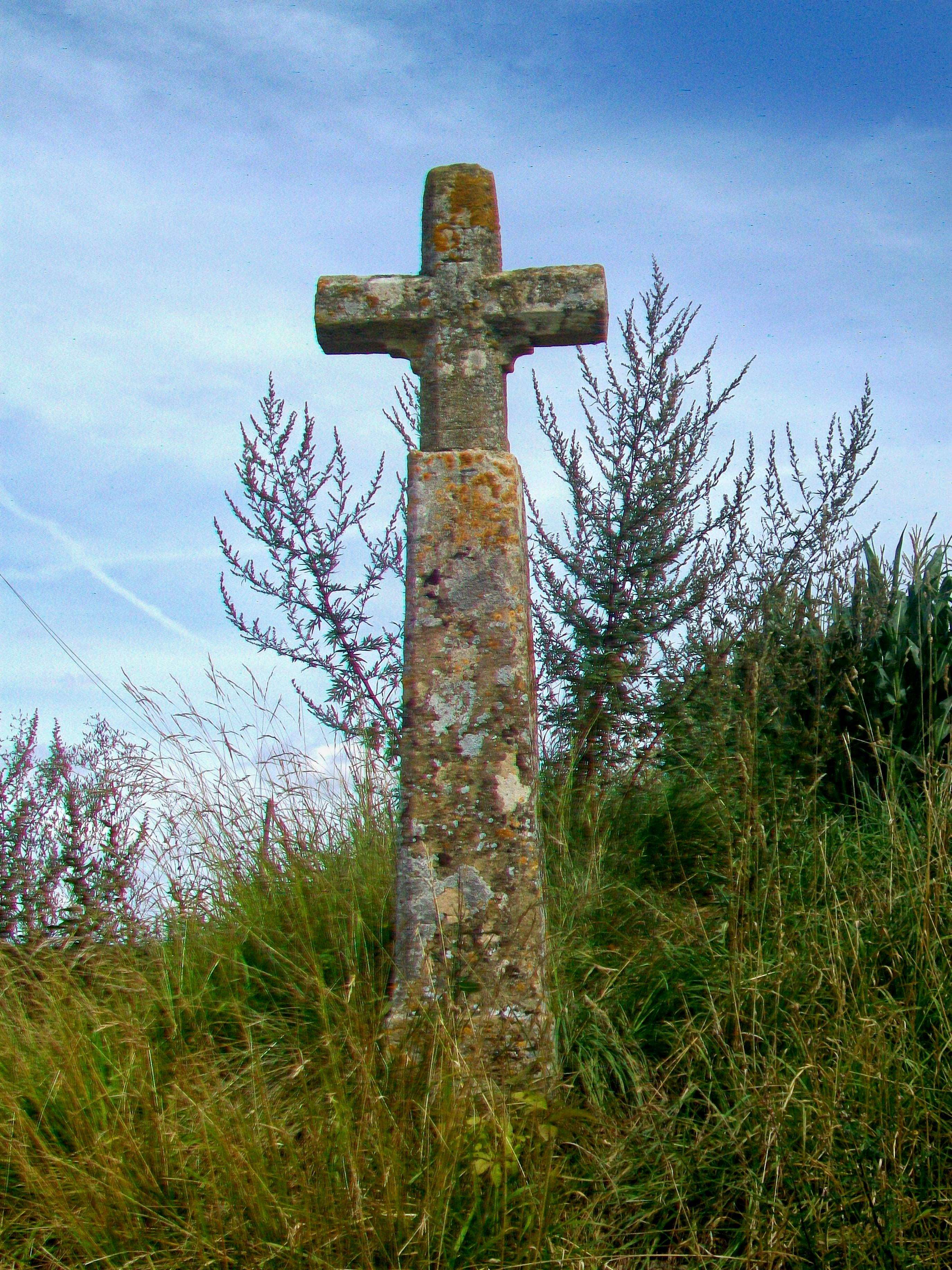
Croix du Plant.
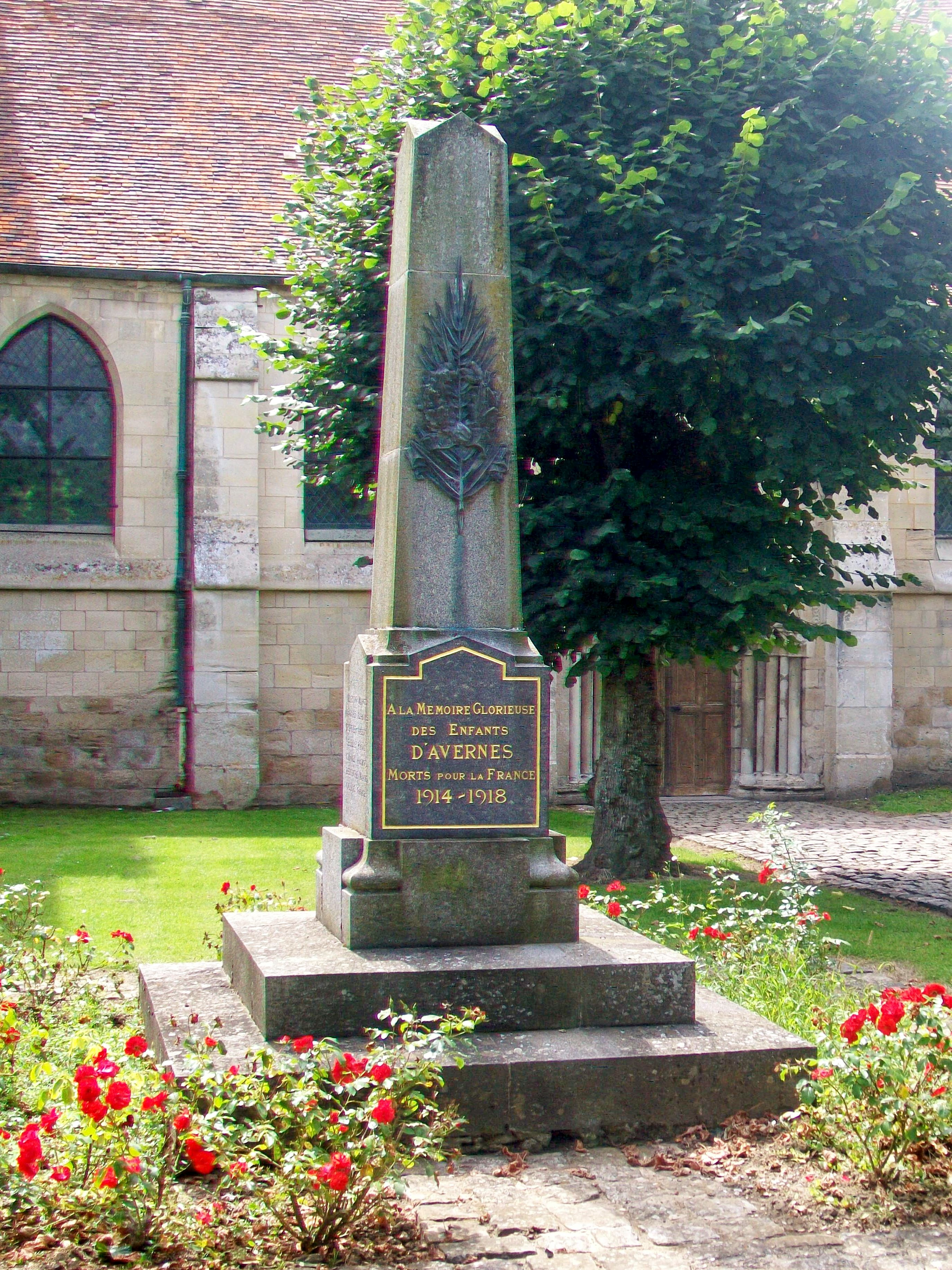
Monument aux morts d'Avernes.

### Personnalités liées à la commune

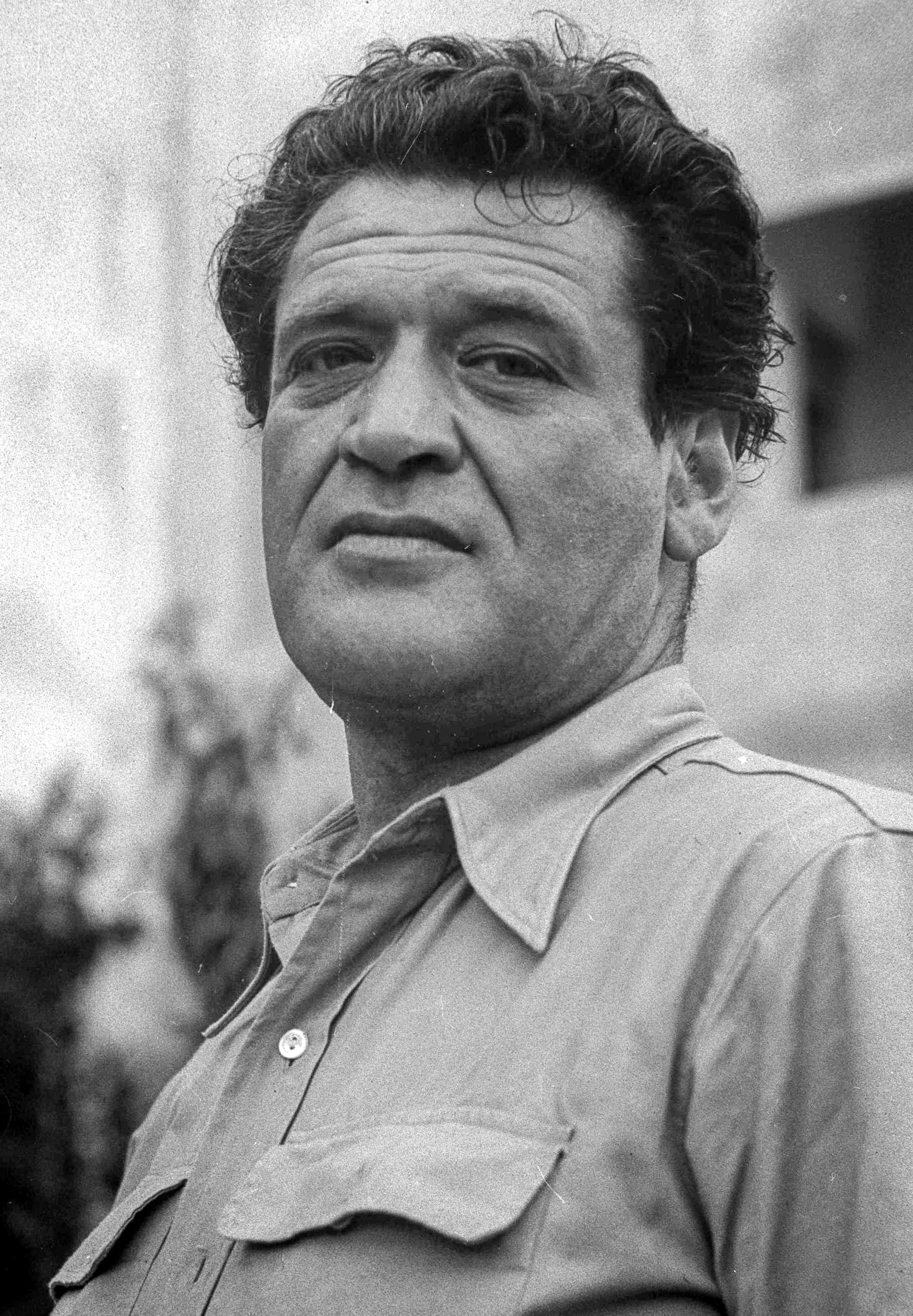
Joseph Kessel en 1948.

- Joseph Kessel (1898-1979), aventurier, journaliste, reporter, aviateur, résistant et romancier français, membre de l'Académie française, a habité Avernes et y est décédé. Il y achève la rédaction de son roman Les Cavaliers le 16 octobre 1966, au lieu-dit le Four à Chaux[42].
- Gérard Rinaldi (1943-2012) et Gérard Filippelli (1942-2021), acteurs et musiciens membres des Charlots, ont habité le village[43].
- Claude Zidi (1934-), réalisateur et scénariste français, a vécu à Avernes de 1976 à 1996[14].

### Héraldique
| Blason de Avernes | Blason  | D'hermine à deux fasces de gueules accompagnées de trois roses du même rangées en chef. |
| Blason de Avernes | Détails | Adopté par la municipalité.                                                             |